# شو سوزوكي
شو سوزوكي (باليابانية: 鈴木 俊) (29 أبريل 1974 في كاناغاوا في اليابان - )؛ هو لاعب كرة قدم سابق كان يلعب كمدافع.

## وصلات خارجية
- شو سوزوكي على موقع رابطة كرة القدم اليابانية للمحترفين (اليابانية)